# Коряково (Кичменгское сельское поселение)
Коряково — деревня в Кичменгско-Городецком районе Вологодской области.
Входит в состав Кичменгского сельского поселения, с точки зрения административно-территориального деления — в Кичменгский сельсовет.
Расстояние по автодороге до районного центра Кичменгского Городка составляет 4 км, до центра муниципального образования Кичменгского Городка — 4 км. Ближайшие населённые пункты — Шартаново, Ананино, Городище.
Население по данным переписи 2002 года — 9 человек.